# Peter Lilienthal
Peter Lilienthal, född 27 november 1929 i Berlin, död 28 april 2023 i München, Bayern, var en tysk filmregissör, manusförfattare och skådespelare.

## Utmärkelser
Lilienthal fick Tyska filmpriset tre gånger.

## Filmografi i urval
- 1970 – Malatesta (manus och regi)
- 1975 – Hauptlehrer Hofer (regi)
- 1976 – Es herrscht Ruhe im Land (manus och regi)
- 1977 – Den amerikanske vännen (roll)
- 1979 – David (manus och regi)
- 1980 – Upproret (manus och regi)
- 1981 – Dear Mr. Wonderful (regi)
- 1984 – Das Autogramm (regi)
- 1992 – Heimat (TV-serie) (roll)